# Saint-Vincent-de-Cosse
Saint-Vincent-de-Cosse è un comune francese di 391 abitanti situato nel dipartimento della Dordogna nella regione della Nuova Aquitania.

## Società

### Evoluzione demografica
Abitanti censiti